# Åsunden, Västergötland
Åsunden är en sjö i Ulricehamns, Borås och Tranemo kommuner i Västergötland och ingår i Ätrans huvudavrinningsområde. Sjön är 39,5 meter djup, har en yta på 32,7 kvadratkilometer och befinner sig 164 meter över havet. Vid sjöns norra ände ligger staden Ulricehamn. I söder förbinds Åsunden genom sundet Fästeredssund med Yttre Åsunden, som i sin tur är förbunden med Torpasjön genom Torpasundet.
Sjön är känd i historieböckerna för slaget på Åsundens is den 19 januari 1520. Den danska hären, som skulle kväsa det svenska separatistupproret, leddes av Otto Krumpen. Den mötte Sten Sture den yngres trupper på isen på sjön Åsunden, utanför Bogesund. Redan i början av slaget träffades Sten Sture av en kanonkula. Med ett krossat knä lades riksföreståndaren i en släde för att transporteras till Stockholm, men dog innan följet kommit fram. Upprorsarmén skingrades i oorganiserad reträtt.
Sjön har gamla anor som vattenväg, både vintertid över isen och sommartid med båtar. Från Torpa stenhus sägs på 1640-talet en sjöled leda till Bogesund (nuvarande Ulricehamn), senare källor beskriver att godset fraktade sina varor och timmerflottar den här vägen.
På 1790-talet fanns planer att förena Åsunden med havet via en kanal, i resolutionen om fri gårfarihandelsrätt utfärdad 1803 omtalas denna plan. Någon kanal kom dock aldrig till stånd.
1868 sattes ångslupen Hedvig i trafik på Åsunden. Det var dock först med öppnandet av Ulricehamn–Vartofta järnväg som såväl Ulricehamn som trafiken på Åsunden fick ett uppsving. Hedvig inköptes 1874 av Limmareds glasbruk, som snart även inköpte ångslupen Bogesund och 1879 ångslupen Helge. Ångfartygen gick i trafik mellan Ulricehamn och Karlsvik vid Åsundens södra ända. Härifrån gick en oxbana till Limmared. Oxar ansågs till en början bättre som dragare än hästar då spårbanan gick över myrar och mossar. Oxarna ersattes dock senare av hästar, men några lokomotiv kom aldrig att trafikera banan. Ångbåtstrafiken, som förutom varor till och från glasbruket tog emot gods och passagerare, anlöpte bryggor vid Ömmesala, Fästered, Torpa, Hovsnäs och Tvärreds förläggaregård. 1902 lades hästbanan till Limmared ned. 1879 sattes även ångslupen Munter i reguljär trafik på Åsunden ända fram till omkring 1910, då den såldes till Yngaren. Från 1950-talet har mortorbåtar bedrivit turisttrafik på Åsunden.

## Delavrinningsområde
Åsunden ingår i delavrinningsområde (640084-135251) som SMHI kallar för Utloppet av Åsunden. Medelhöjden är 201 meter över havet och ytan är 159,93 kvadratkilometer. Räknas de 18 avrinningsområdena uppströms in blir den ackumulerade arean 644,31 kvadratkilometer. Avrinningsområdets utflöde Ätran mynnar i havet. Avrinningsområdet består mestadels av skog (50 %) och jordbruk (11 %). Avrinningsområdet har 34,66 kvadratkilometer vattenytor vilket ger det en sjöprocent på 21,6 %. Bebyggelsen i området täcker en yta av 5,03 kvadratkilometer eller 3 % av avrinningsområdet.

## Bilder

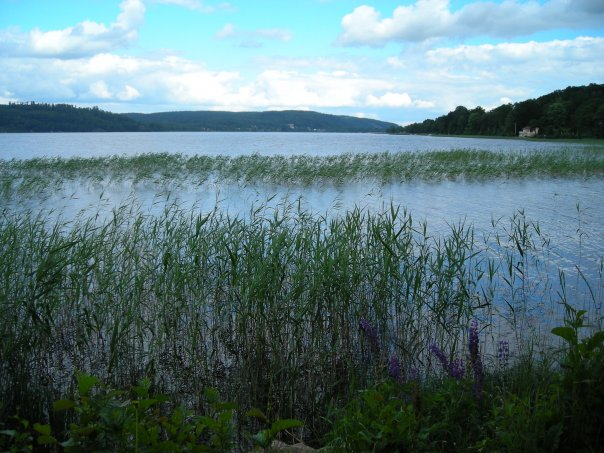
Sjön Åsunden sedd från Skottek
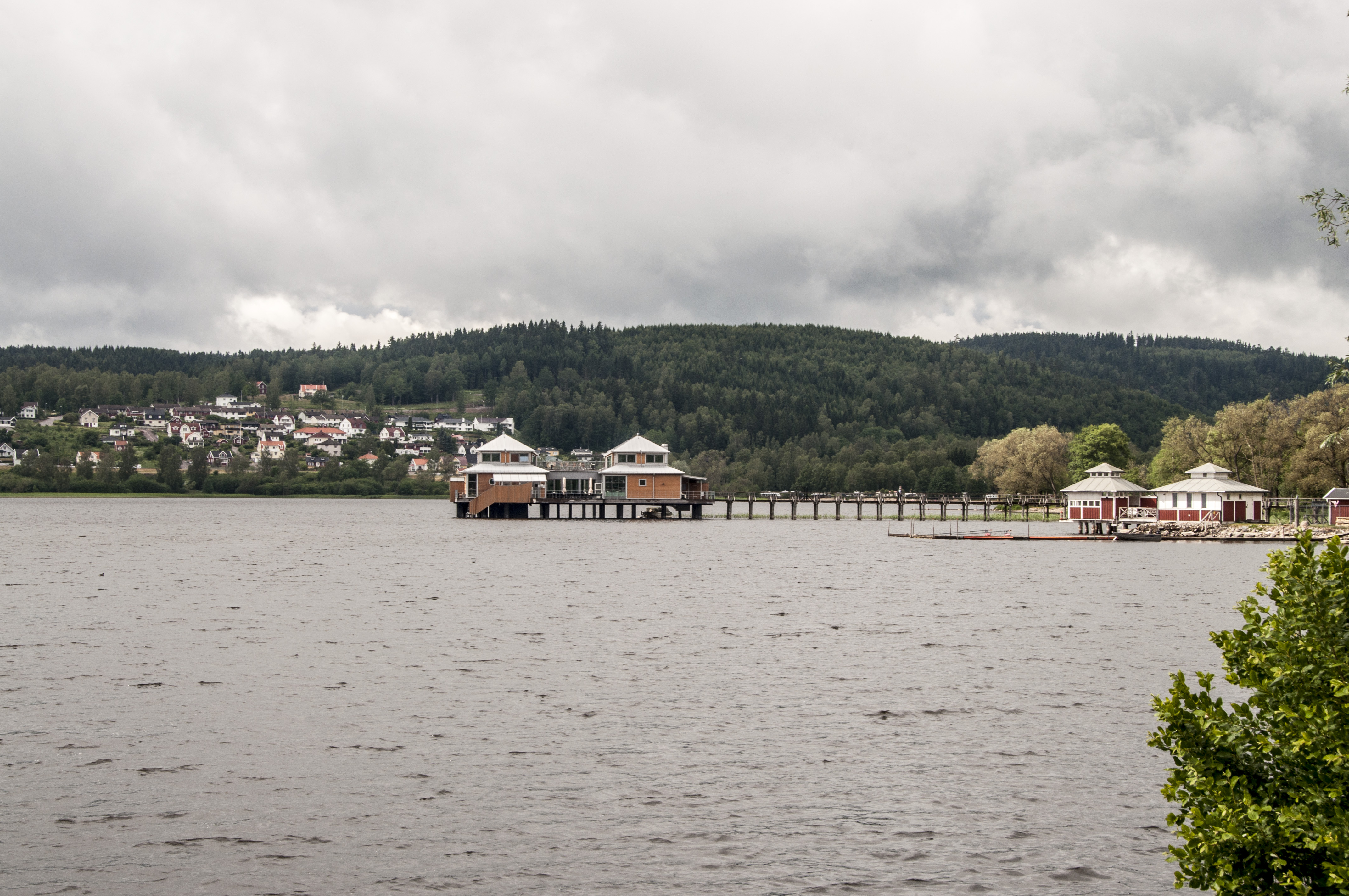
Åsunden med Ulricehamns kallbadhus
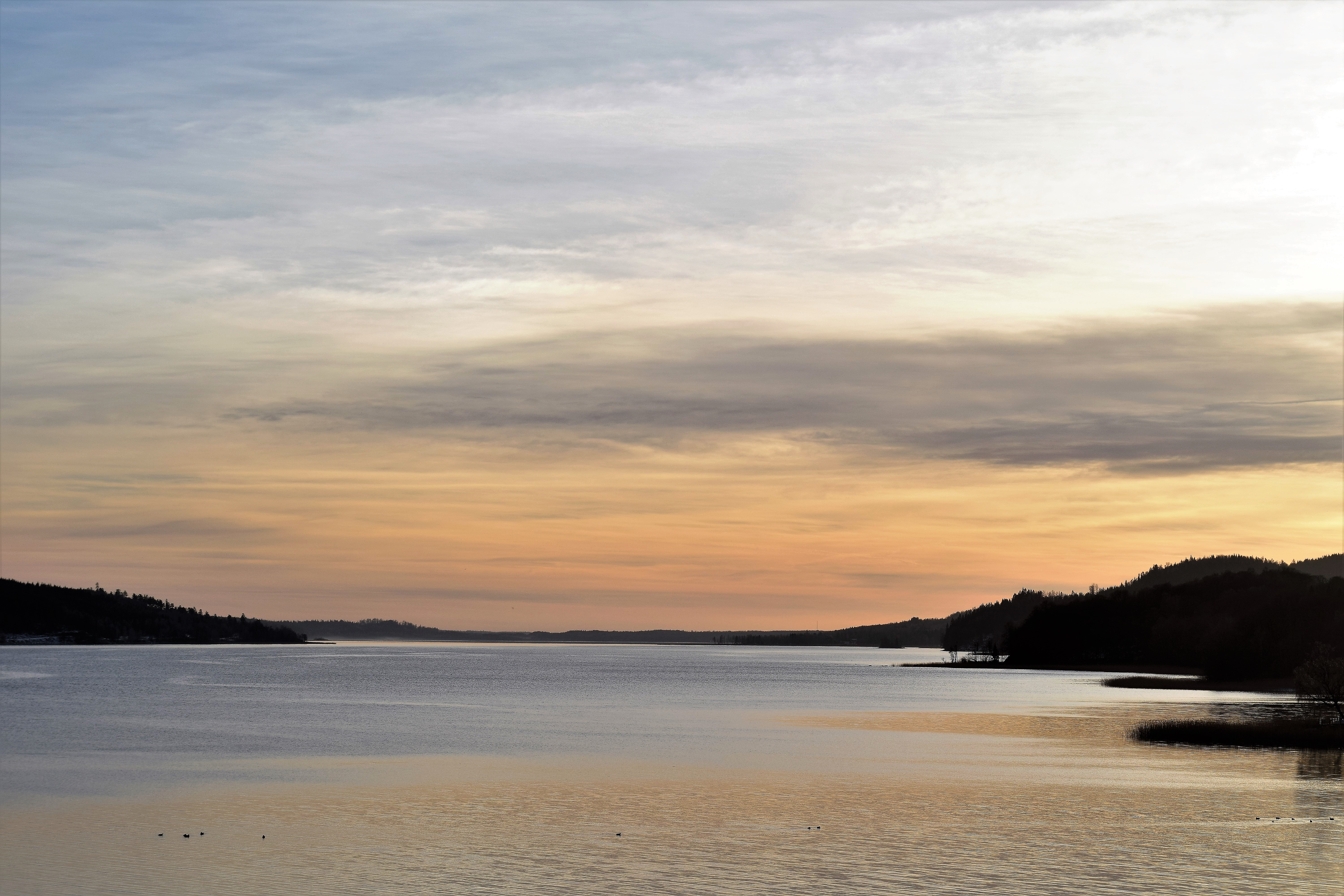
Åsunden Ulricehamn